# 尹伊桑
尹伊桑（韓語：윤이상，1917年9月17日—1995年11月3日），是一位在日属朝鮮出生，后于德國活躍的著名音樂家、指揮家。他的作品通行世界，被誉为20世纪亚裔著名作曲家之一。

## 簡歷
尹伊桑在日治時期後的朝鮮南部小鎮、慶尚南道的山清郡出生，本貫咸安尹氏。1935年，他前往日本本土的大阪學習大提琴和樂理及東京修讀作曲及對位法。回到朝鮮半岛後，曾因為參與反日運動而被逮捕。其後，他成為音樂老師。
二戰後，朝鮮半島獨立。1956年，尹伊桑以韩国留学生身份前往法國留學，再移居西德。1959年，他所寫的《7種樂器的音樂》得到世界的注目，其作品開始為世界所認識。
1967年他50歲時，因前往东德首都東柏林演奏，發生東柏林事件，他被遞解出境，並被韓國中央情報部（現國家情報院）特工移送往韓國，遭到逮捕、拷問。當法庭宣判尹伊桑终身监禁的消息公布後，引起全世界嘩然。基於國際抗議的壓力下，尹伊桑被釋放。往後，他的餘生都在柏林藝術大學的作曲科任教。他的學生中不乏亞洲人，嶋津武仁就是他的其中一位學生。1971年，尹伊桑歸化入西德國籍，此後不再踏足祖國，直至1995年在柏林病逝。
尹伊桑的創作一方面吸取了大量歐美現代派的技巧，一方面極力表現東方文化，尤其是道家的一些思想。他的歌劇很多取材于中國古典文學。
為紀念尹伊桑，2006年，慶尚南道統營市把當地一條街命名為“尹伊桑街”，並自此每年9月舉辦統營國際音樂節。“尹伊桑旧居”在重新修缮後，亦開放與遊人參觀。而北朝鲜一個管弦樂團以他為名，稱為尹伊桑管弦樂團。
尹伊桑生前曾在1985年訪問平壤，受到金日成接見。他畢生擁戴北朝鮮領導人金日成，并表态支持朝鮮民主主義人民共和國主導半島統一。為紀念他的音樂成就和愛國情懷，北朝鮮每年均舉行以他名字命名的音樂會。他也被北朝鮮官方赞誉為“愛國音樂家”，而韓國一些極右保守分子也因此仇视尹伊桑，贬稱其為“從北音樂人”、“北韩文化宣讲員”。

## 作品列表

### 獨奏
- 五首鋼琴小品（Five Pieces for Piano）（1958）
- 小陽陰，為大鍵琴或鋼琴而作（Shao Yang Yin for cembalo or piano）（1966）
- 管狀音質，為管風琴而作（Tuyaux sonores for organ solo）（1967）
- 滑動，為大提琴而作（Glissées für violoncello solo）（1970）
- Piri，為雙簧管而作（Piri for oboe solo）（1971）
- 五首長笛練習曲（Etudes I-V for flute(s) solo）（1974）
- 斷片，為管風琴而作（Fragment for organ）（1975）
- 宮廷主題，為小提琴而作（Koenigliches Thema for violin solo）（1976）
- 所羅門，為中音長笛而作（Salomo for alto flute solo）（1977/78）
- 插曲A，為鋼琴而作（Interludium A for piano）（1982）
- 獨白，為低音單簧管而作（Monolog for bass clarinet）（1983）
- 獨白，為大管而作（Monolog for bassoon solo）（1983/84）
- 在花園中的李娜，五首小提琴小品（Li-Na im Garten. Five Pieces for Violin solo）（1984/85）
- 平衡，為豎琴而作（In Balance for harp solo）（1987）
- 對比，兩首為小提琴而作的小品（Kontraste. Two Pieces for Violin solo）（1987）
- Sori，為長笛獨奏而作（Sori for flute solo）（1988）
- 中國之像，四首為長笛或豎笛而作的小品（Chinesische Bilder. Four Pieces for Flute or Recorder solo）（1993）
- 七首大提琴練習曲（Seven Etudes for Violoncello solo）（1993）

### 二重奏
- Garak，為長笛和鋼琴而作（Garak for flute and piano）（1963）
- 歌詞，為小提琴和鋼琴而作（Gasa for violin and piano）（1963）
- Nore，為大提琴和鋼琴而作（Nore for violoncello and piano）（1964）
- Riul，為單簧管和鋼琴而作（Riul for clarinet and piano）（1968）
- 二重奏，為中提琴和鋼琴而作（Duo for viola & piano）（1976）
- 太空I，為大提琴和鋼琴而作（Espace I for violoncello & piano）（1992）
- 創意曲，為兩個雙簧管而作（Inventionen for 2 oboes）（1983）
- 創意曲，為兩個長笛而作（Inventionen for 2 flutes）（1983; arr. 1984）
- 小奏鳴曲，為兩個小提琴而作（Sonatina for 2 violins）（1983）
- 二重奏，為大提琴和豎琴而作（Duo for cello & harp）（1984）
- 間奏曲，為大提琴和手風琴而作（Intermezzo for cello & accordion）（1988）
- 沉思，為兩個中提琴而作（Contemplation for 2 violas）（1988）
- Rufe，為雙簧管和豎琴而作（Rufe for oboe & harp）（1989）
- 一同，為小提琴和低音提琴而作（Together for violin & double bass）（1989）
- 小提琴奏鳴曲（鋼琴伴奏）（Sonata for violin & piano）（1991）
- 東西方的縮影，為雙簧管和大提琴而作（Ost-West-Miniaturen I-II for oboe & violoncello）（1994）

### 三重奏
- 三重奏，為長笛，雙簧管和小提琴而作（Trio for flute, oboe & violin）（1972/73）
- 鋼琴三重奏（Piano trio）（1972/75）
- 圓形廣場，為雙簧管，單簧管和大管而作（Rondell for oboe, clarinet and fagott）（1975）
- 奏鳴曲，為柔音雙簧管，豎琴和大提琴（或中提琴）而作（Sonata for oboe (oboe d'amore), harp, and  violoncello (or viola)）（1979）
- 邂逅，為單簧管，大提琴和鋼琴（或豎琴）而作（Rencontre for clarinet, cello & piano (or harp)）（1986）
- 幻想小品，為隨意兩件旋律樂器與低音樂器而作（Pezzo fantasioso for two (melody) instruments and bass instrument ad libitum）（1988）
- 三重奏，為單簧管，大管和圓號而作（Trio for clarinet, bassoon & horn）（1992）
- 太空II，為雙簧管，大提琴和豎琴而作（Espace II for oboe, cello & harp）（1993）

### 四重奏
- 第三弦樂四重奏（三個樂章）（String Quartet No. 3 in three movements）（1959）
- 圖像，為長笛，雙簧管，小提琴和大提琴而作（Images for flute, oboe, violin, and violoncello）（1968）
- 短篇，為長笛，豎琴，小提琴和大提琴而作（Novellette for flute and harp with violin and violoncello）（1980）
- 四重奏，為四個長笛而作（Quartet for flutes）（1986）
- 四重奏，為長笛，小提琴，大提琴，大提琴和鋼琴而作（Quartet for flute, violin, violoncello & piano）（1988）
- 第四弦樂四重奏（兩個樂章）（String Quartet No. 4 in two movements）（1988）
- 四重奏，為圓號，小號，長號和鋼琴而作（Quartet for horn, trumpet, trombone & piano）（1992）
- 第五弦樂四重奏（一個樂章）（String Quartet No. 5 in one movement）（1990）
- 第六弦樂四重奏（四個樂章）（String Quartet No. 6 in four movements）（1992）
- 為雙簧管與弦樂三重奏而作的四重奏（Quartet for oboe and string trio）（1994）

### 五重奏
- 小協奏曲，為手風琴和弦樂四重奏而作（Concertino for accordion & string quartet）（1983）
- 第一單簧管五重奏，為單簧管與弦樂四重奏而作（Clarinet Quintet No. 1 for clarinet and string quartet）（1984）
- 長笛五重奏，為長笛和弦樂四重奏而作（Flute Quintet for flute and string quartet）（1986）
- 毛毯，為弦樂五重奏而作（Tapis for string quintet）（1987）
- 節日之舞，為管樂五重奏而作（Festlicher Tanz for wind quintet）（1988）
- 第一木管五重奏Woodwind Quintet I（1991）
- 第二木管五重奏Woodwind Quintet II（1991）
- 第二單簧管五重奏（Clarinet Quintet No. 2）（1994）

### 其他室內樂
- 為七件樂器而作的音樂（Music for Seven Instruments）（1959）
- 洛陽，為樂器合奏而作（Loyang for ensemble）（1962）
- 協奏小品，為樂器合奏而作（Pièce concertante for ensemble）（1976）
- 八重奏，為單簧管（或低音單簧管），大管，圓號和弦樂四重奏而作（Oktett for clarinet (bass clarinet), bassoon, horn & string quintet）（1978）
- 距離，為十位演奏家而作（木管樂器與弦樂五重奏）（Distanzen for ten players (woodwind & string quintets)）（1988）
- 第一室內協奏曲（Kammerkonzert No. 1）（1990）
- 第二室內協奏曲（Kammerkonzert No. 2）（1990）
- 帶有大提琴的管樂四重奏（Wind Octet with double bass）（1991）

### 管弦樂
- 第一交響曲（四個樂章）（Symphony No. 1 in four movements）（1982/83）
- 第二交響曲（三個樂章）（Symphony No. 2 in three movements）（1984）
- 第三交響曲（一個樂章）（Symphony No. 3 in one movement）（1985）
- 第四交響曲“在黑暗中歌唱”（兩個樂章）（Symphony No. 4 Im Dunkeln singen in two moevements）（1986）
- 第五交響曲，為男中音和管弦樂團而作（五個樂章）（Symphony No. 5 for high baritone and orchestra in five movements）（1987）
- 第一室內交響曲，為兩個雙簧管，兩個圓號和弦樂團而作（Chamber Symphony No. 1, for 2 oboes, 2 horns, and strings）（1987）
- 第二室室內交響曲“受害者的自由”（Chamber Symphony No. 2 Den Opfern der Freiheit）（1989）
- 巴拉，為管弦樂團而作（Bara for orchestra）（1960）
- 交響情景，為大型管弦樂團而作（Symphonic Scene for large orchestra）（1960）
- 膠質音響，為弦樂團而作（Colloïdes sonores for strings）（1961）
- 波動，為大型管弦樂團而作（Fluktuationen for large orchestra）（1964）
- 禮樂，為大型管弦樂團而作（Réak for large orchestra）（1966）
- 維度，為管弦樂團和管風琴而作（Dimensionen for orchestra and organ）（1971）
- 數字協奏曲，為小交響樂團而作（Konzertante Figuren for small orchestra）（1972）
- 和諧，為十六件管樂器，豎琴和打擊樂器而作（Harmonia for 16 winds, harp & percussion）（1974）
- 巫樂，為大型管弦樂團而作（Muak for large orchestra）（1978）
- 光州，永遠的記憶，為大型管弦樂團而作（Exemplum in memoriam Kwangju for large orchestra）（1981）
- 印象，小型管弦樂團而作（Impression for small orchestra）（1986）
- Mugung-Dong (Invocation)，為管樂器，打擊樂器和低音提琴而作（Mugung-Dong (Invocation) for winds, percussion and double bass）（1986）
- 毛毯，為弦樂團而作（Tapis for string orchestra）（1987）
- 等高線，為大型管弦樂團而作（Konturen for large orchestra）（1989）
- 新羅，為管弦樂團而作（Silla for orchestra）（1992）

### 器樂協奏曲
- 第一小提琴協奏曲（Violin Concerto No. 1）（1981）
- 第二小提琴協奏曲（Violin Concerto No. 2）（1983–1986）
- 第三小提琴協奏曲（Violin Concerto No. 3）（1992）
- 大提琴協奏曲（Cello Concerto）（1975/76）
- 長笛協奏曲（Flute Concerto）（1977）
- 單簧管協奏曲（Clarinet Concerto）（1981）
- 為雙簧管、豎琴以及室內樂團而作的雙重協奏曲（Double Concerto for Oboe, Harp, and Chamber Orchestra）（1977）
- “號角與悼曲”，為帶有豎琴和長笛獨奏的樂團而作（Fanfare and Memorial for orchestra with harp and flute）（1979）
- 毛毡，為豎琴與弦樂而作（Gong-Hu for harp and strings）（1984）
- 為雙簧管、英國號和弦樂而作的雙重小協奏曲（Duetto concertante for oboe, English horn, and strings）（1987）
- 為雙簧管（柔音雙簧管）與管弦樂團而作的協奏曲（Concerto for Oboe（Oboe d'amore） and Orchestra）（1990）

### 聲樂作品
- 唵嘛呢叭弥吽，為獨唱，合唱團和管弦樂團而作（Om mani padme hum for soli, choir and orchestra）（1964）
- 蝴蝶夢，為合唱與打擊樂器而作（Ein Schmetterlingstraum for choir and percussion）（1968）
- Vom Tao，為合唱團，管風琴和打擊樂器而作（Vom Tao for choir, organ and percussion）（1972/88）
- 記憶，為三個人聲和打擊樂而作（Memory for three voices and percussion）（Du Mu, 1974）
- 在門口，為男中音，女聲合唱團，管風琴和樂器合奏而作（An der Schwelle for barione, women choir, organ and ensemble）（Albrecht Haushofer, 1975）
- 聰明人，為男中音，合唱和小樂團而作（Der weise Mann for baritone, choir and small orchestra）（1977）
- 主是我的牧羊人，為長號和合唱團而作（Der Herr ist mein Hirte for trombone and choir）（Psalm 23 / Nelly Sachs, 1981）
- 光……，為小提琴和合唱團而作（O Licht... for violin and choir）（Buddhism / Nelly Sachs, 1981）
- 我的土地，我的人民，為獨唱，管弦樂團和合唱團而作（Naui Dang, Naui Minjokiyo!（My Land, My People） for soli, orchestra and choir）（South Korean poets, 1987）
- 火焰中的恩格爾”，為管弦樂團，女高音和女聲合唱團而作（Engel in Flammen. Memento and Epilogue for orchestra, soprano, and women choir）（1994）
- 後記，為女高音，女聲合唱團和五件樂器而作（Epilogue for soprano, women choir, and five instruments）（1994）

### 歌劇
- 吕洞宾之梦（Der Traum des Liu-Tung）（1965）
- 蝴蝶寡婦（Butterfly Widow）（1967/68）
- 妖精之恋（Geisterliebe）（1971）
- 沈清（Sim Tjong）（1971/72）

## 影视形象
- 电影《民族与命运》5-8部，在电影中化名为尹相民。